# 甲賀市立水口中学校
甲賀市立水口中学校（こうかしりつ みなくちちゅうがっこう）は、滋賀県甲賀市水口町水口にある公立中学校。

## 沿革
- 1947年（昭和22年）4月20日 - 伴谷村立伴谷中学校・柏木村立柏木中学校・水口町立水口中学校を開設[1]。
- 1948年（昭和23年）9月16日 - 大野中学校と統合し、学校組合水口中学校に改称。
- 1951年（昭和26年）4月1日 - 大野中学校が分離。
- 1977年（昭和52年）4月1日 - 水口町立貴生川中学校と統合。
- 1987年（昭和62年）4月2日 - 水口町立城山中学校が分離。
- 2004年（平成16年）10月1日 - 甲賀郡水口町をはじめとする5町が合併し「甲賀市」となったことにより、甲賀市立水口中学校に改称。

## 学校教育目標
こんな水中生に育てたい。
1. 求める水中生（豊かな心をもち、自ら考え、正しい判断ができ、真理を探究する生徒の育成）
2. 誠実な水中生（責任を重んじ、秩序を守り、みんなで支えあう真面目な生徒の育成）
3. やり抜く水中生（お互いに協力し、心身ともに健康で、実践する力を持つたくましい生徒の育成）

## 教育スローガン
「さわやか水中」
　さ　差別をしない　…　差別やいじめをしない・お互いの人権を大切にする
　わ　若さあふれる　…　さわやかな挨拶・挑戦する心・てきぱきとした行動
　や　やる気のある　…　集中した取り組み・継続的な努力・あきらめない姿勢
　か　考える　…　筋道を立てて考える・自分の生き方を考える・周りの人を思いやる

## 部活動
活動時間や休養日については、成長期の生徒が運動、食事、休養、睡眠のバランスがとれた生活が送れるよう配慮して設定している。

### 運動部
- 陸上部
- 水泳部
- 剣道部
- 卓球部
- 柔道部
- ソフトボール部
- ソフトテニス部
- バスケットボール部
- サッカー部
- バレーボール部

### 文化部
- 家庭科部
- ボランティア部
- 美術部
- 吹奏楽部

## 主な出身者
- 井原正巳[5]

## アクセス
- 水口城南駅（近江鉄道)

## 周辺
- 水口城
- 水口郵便局
- 甲賀市役所
- あいこうか市民ホール
- 甲賀市まちづくり活動センター（まるーむ）
- 甲賀警察署
- 滋賀県甲賀合同庁舎
- 野洲川